# Neuss
Neuss (v regionálním dialektu Nüss, v latině Novaesium, psáno do roku 1968 jako Neuß) je město v Severním Porýní-Vestfálsku, na levém břehu dolního Rýna, naproti Düsseldorfu. Žije zde přibližně 155 tisíc obyvatel. Je největším městem zemského okresu Zemský okres Rýn-Neuss a je známo především díky své římské minulosti, přístavu na Rýnu a střelecké slavnosti Neusser Bürger. V zemském plánu je zařazeno jako středně velké centrum. Počet obyvatel města překročil v roce 1963 hranici 100 000 lidí, čímž se přiblížilo k velkoměstu. Na počet obyvatel je největším okresním městem v Německu. V roce 1984 oslavilo své 2000. výročí. Proto se rozdělilo s Trevírem, který rovněž v tom roce roku oslavil 2000. výročí, o titul "Nejstarší město Německa".

## Geografie
Neuss leží na levém břehu dolního Rýna, na jeho dolní terase, naproti Düsseldorfu, u soutoku řeky Erft s Rýnem. Nejvyšší nadmořská výška na správním území města je v blízkosti městské čtvrtě Holzheim a činí 67,5 m n. m., nejnižší místo se nalézá v oblasti vjezdu do přístavu a dosahuje 30 m n. m. V severojižním směru měří město 13,2 km, v západovýchodním 12,8 km. I když v podstatě leží na východním okraji zemského okresu Zemský okres Rýn-Neuss, leží uvnitř správního obvodu města geografický střed okresu (u statku Hombroich).

### Sousední obce
V sousedství jsou následující města a obce (ve směru pohybu hodinových ručiček, počínaje východem):
Düsseldorf (krajské město), dále Dormagen, Grevenbroich, Korschenbroich, Kaarst a Meerbusch (všechno Rhein-Kreis Neuss)

### Členění města
Město není členěno na obvody, jako je to v jiných okresních městech Severního Porýní-Vestfálska. Správní území města je rozděleno na 29 statistických okrsků. Tyto jsou číslovány v nepřetržité řadě a mají také každý zvláštní jméno:
1 Innenstadt, 2 Dreikönigenviertel , 3 Hafengebiet, 4 Hammfeld, 5 Augustinusviertel, 6 Gnadental, 7 Grimlinghausen, 8 Uedesheim, 9 Weckhoven, 10 Erfttal, 11 Selikum, 12 Reuschenberg, 13 Pomona, 14 Stadionviertel, 15 Westfeld, 16 Morgensternsheide, 17 Furth-Süd, 18 Furth-Mitte, 19 Furth-Nord, 20 Weissenberg, 21 Vogelsang, 22 Barbaraviertel, 23 Holzheim, 24 Grefrath, 25 Hoisten, 26 Speck/Wehl/Helpenstein, 27 Norf, 28 Rosellen.

K několika okrskům patří odděleně ležící obytná místa, která mají zčásti shodné jméno se statistickým okrskem: Allerheiligen, Bettikum, Derikum, Dirkes, Elvekum , Erfttal Ost, Erfttal West, Gier, Grefrath, Gruissem, Helpenstein, Holzheim, Am Kreitz, Kuckhof, Lanzerath, Löveling, Minkel, Norf, Rheinpark-Center, Röckrath, Rosellen, Rosellerheide /Neuenbaum, Schlicherum, Speck, Stüttgen, Uedesheim, Wehl a Rott.

## Historie

### Doba Říma

#### Novaesium

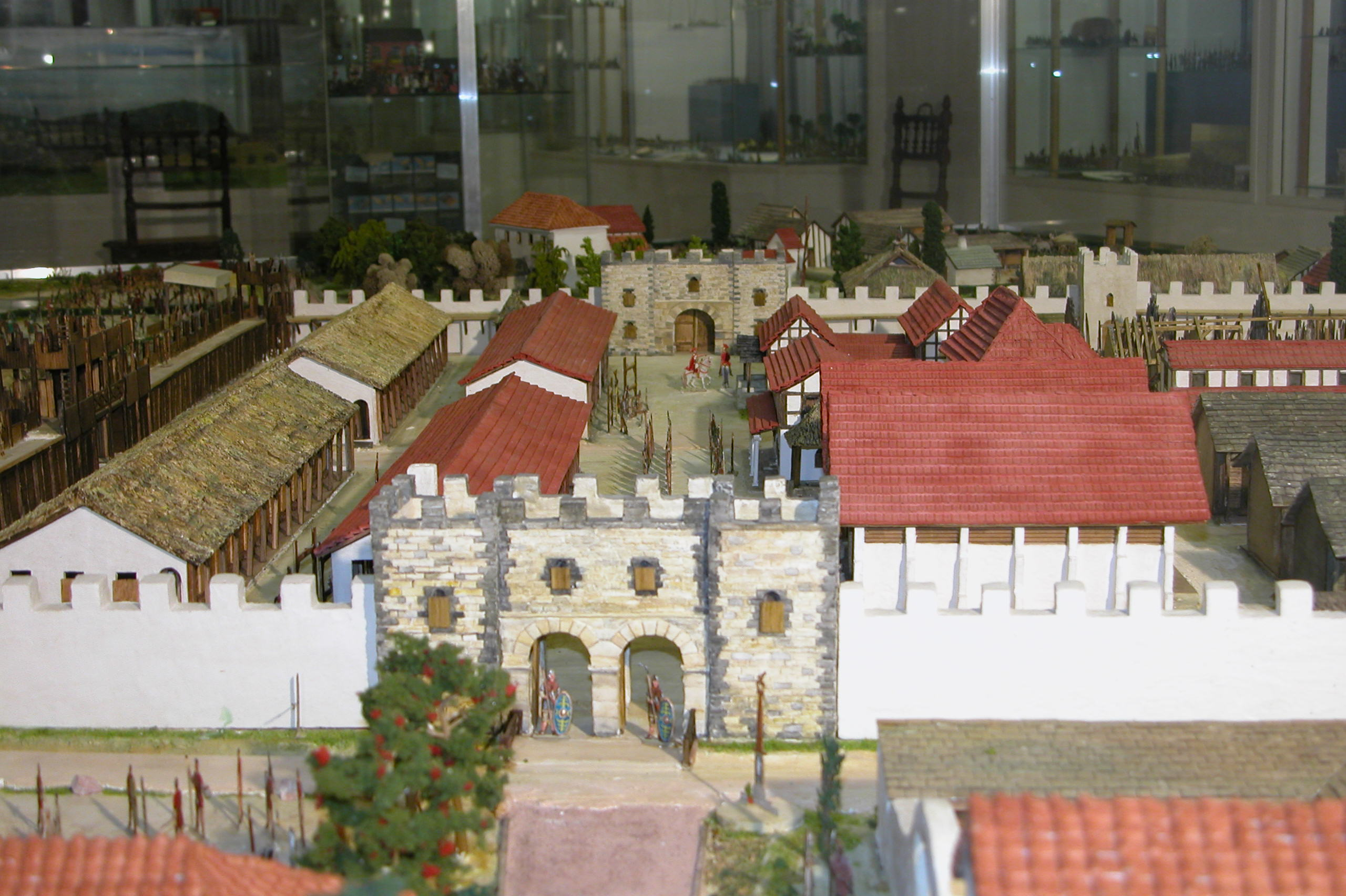
diorama římského tábora Neuss

Neuss je jedno z nejstarších německých měst. Již okolo roku 16 př. n. l. vybudovali římští vojáci u ústí řeky Erft do Rýna, asi 2,5 km jihovýchodně dnešního Altstadtu, opevnění za pomocí dřeva a hlíny. Místo, na kterém se pravděpodobně již dříve nalézalo keltsko-germánské sídliště, bylo strategicky zvoleno, leželo jednak u koncového bodu dálkové silnice, vedoucí z Lyonu přes Trevír a Zülpich až k Rýnu, po které dobyl Galii Gaius Iulius Caesar, jednak nabídlo přístup k vodním cestám, vhodným pro dopravu, na řekách Rýn, Erft, Lippe, Ruhr a Wupper. Dalším využitím byl zřejmě jen sezónní vojenský sklad, který byl součástí systému vzájemně podporovaných míst (tak zvaný „sklad A do F"). Mezi jinými by tu mohly být občas umístěny XIX Legie a XX Legie Valeria Victrix.

V polovině 1. století vystavěli římští vojáci, mezi jinými VI. legie, poblíž ústí řeky Erft v Neuss-Grimlingahusenu poprvé kamenný legionářský sklad, který se též někdy označuje po svém objeviteli, archeologovi Constantinu Koenenovi, také jako „Koenen-Lager". Během druhé poloviny 1. století byla v táboře trvale umístěna celá legie s téměř 6 500 vojáky (Novaesium) v rámci ochrany dolnogermánské hranice Římské říše. Velké diorama tábora i okolních civilních sídel, které vytvořil H.-J. Graul na základě vědeckých poznatků, se nalézá v současnosti ve skansenu na statku Roscheider. 

Když byla po Xantenu do Koenenova tábora naposledy umístěna VI. legie, což bylo asi roku 100, byl na počátku 2. století vybudován kamenný tábor Auxiliar, který umožnil umístit posádku o síle asi 600 mužů. Na konci 3. století jako reakce na vzrůstající útoky franckých vojsk na římské území musela být nově organizována římská obrana hranic a tábor byl přemístěn k ústí řeky Erft.

### Civilní sídliště
U vojenského tábora vznikla rozsáhlá nekropole a táborová periferie (canabae legionis), ve které žily rodiny vojáků, ale též tu pracovali obchodníci, hospodští a vojenští řemeslníci. Z této periferie a nekropole se vyvinulo civilní sídliště („vicus"), z kterého v průběhu staletí vyrostlo dnešní město Neuss. 

### Raný středověk
Při vykopávkách na St. Quirinu a jeho okolí objevil Hugo Borger roku 1963 také tři francké hroby z doby kolem roku 500. Dosvědčují bezprostřední návaznost raného středověkého osídlení na antickou dobu. Nálezy pocházející z přelomu 8. – 9. století byly odkryty u brány Obertor a v kostele Panny Marie.
Pravděpodobně v druhé polovině 10. století vznikl vedle kostela klášter benediktinů, zřízen nějakou vysoce postavenou šlechtickou rodinou. V této době byly pravděpodobně také převezeny do Neuss ostatky Sv. Quirina z Říma, který je patronem chrámu.

### Dějiny středověku a novověku

#### Vznik města
Roku 1190 byl Neuss poprvé oficiálně označen jako město, když Heinrich VI. císařským výnosem potvrdil městu osvobození od cla. Kolem roku 1200 byly vybudovány velké městské hradby s pěti branami.

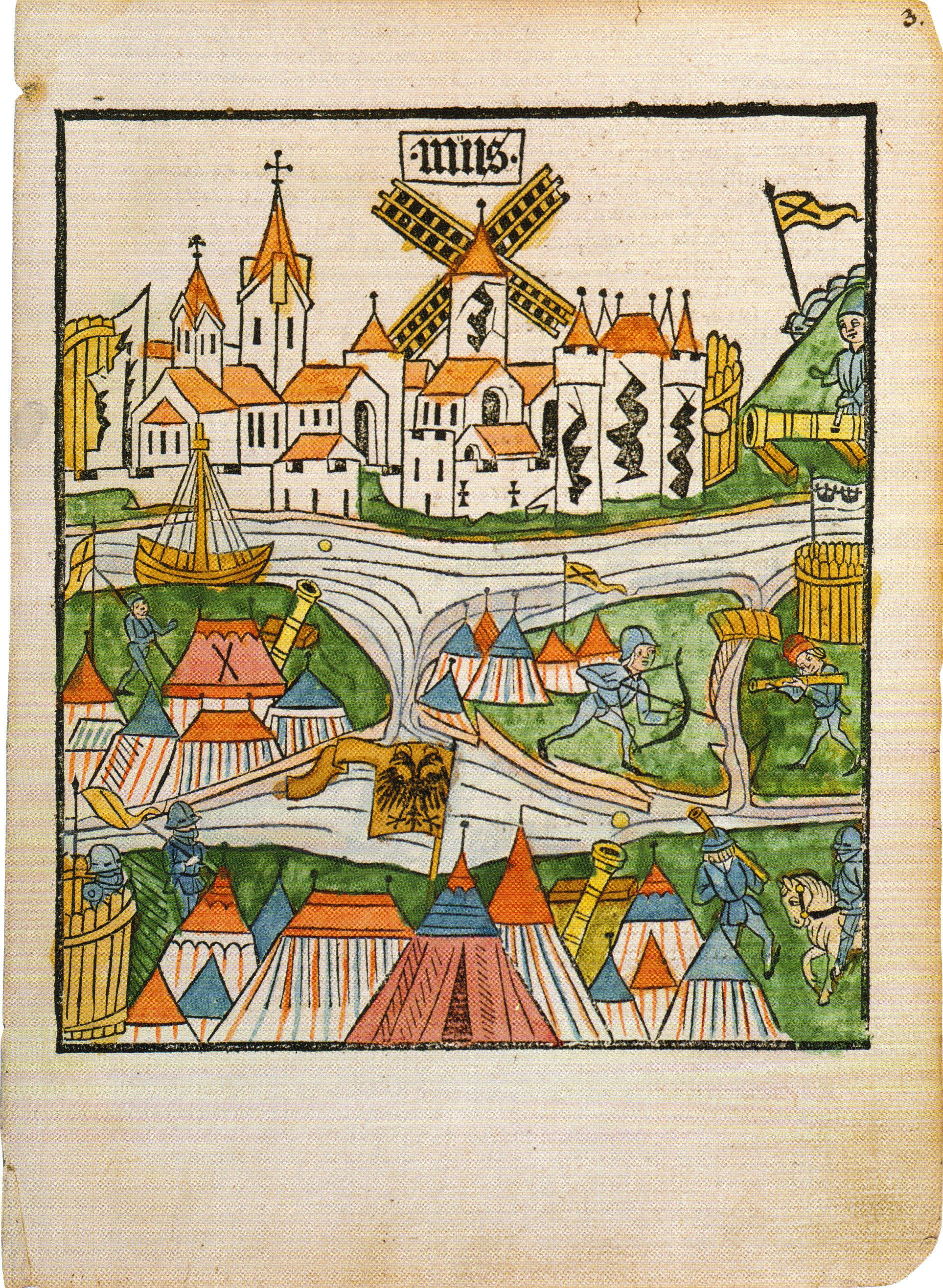
obléhání Neussu

 Roku 1209 položil řemeslný mistr Wolbero s použitím předchozí stavby základní kámen ke katedrále Sv. Quirina. V letech 1474–1475 čelilo město skoro jednoročnímu obléhání Karlem Smělým. Za odměnu propůjčil císař Friedrich III. privilegia, a to mincovní, právo pečetit červeným voskem, právo hanzovního města a též nový znak. Tato privilegia pomohla městu k značnému blahobytu, který pozbylo při "kolínských válkách" a po požáru v roce 1586.

#### 19. století
Během let 1794–1814, kdy bylo město okupováno napoleonskými vojsky, byl budován Nordkanal, který měl vytvořit splavné spojení řek Rýn a Máza. Tím by došlo k obejití říčních cel, vybíraných dole na Rýnu. Kanál však nebyl dokončen. V roce 1816 bylo město okresním sídlem v Prusku. V 19. století zažilo nový hospodářský rozvoj, o který se výrazně zasloužilo železniční stavitelství (připojení železničním mostem přes Rýn na železniční síť u Düsseldorf-Bilku) a vybudování přístavu na Rýnu.

#### Nezávislé město
Roku 1913 byl Neuss vyčleněn z okresu Neuß a stal se nezávislým městem. Roku 1929 byly zbývající části okresu Neuß a Grevenbroich připojeny k novému okresu Grevenbroich-Neuß (pozdější okres Grevenbroich). Během druhé světové války byla ve městě, tak jako v mnoha jiných městech na Rýnu, zničena velká část starého města při britských náletech v rámci "morálního bombardování". Od roku 1968 se název nově píše Neuss namísto původního Neuß.

#### Okres Neuss
Při správní reformě roku 1975 byly připojeny některé obce a osady v okolí (např. Holzheim, Norf a Rosellen) a nezávislé město Neuss se spojilo s okresem Grevenboich do nového okresu Neuss (od roku 2003 rýnský okres Neuss). Neuss obdržel dle komunálního práva status velkého okresního města a stal se sídlem okresu, ačkoli větší část okresu byla původně ve správě Grevenbroichu. V roce 1984 slavilo město 2000 jubileum a k této příležitosti byl se souhlasem francouzského vlastníka práv vydán zvláštní svazek komiksu "Asterix in Novaesium".

#### Připojení obcí
V průběhu dějin byly k městu připojeny následující obce či jejich části: na začátku 20. století část obcí Heerdt, Büderich a Kaarst, roku 1929 Grimlinghausen, Uedesheim a Weckhoven, 1975 pak Grefrath, Holzheim, Hoisten, Norf, Rosellen a Speck stejně jako další části obcí Kaarst a Meerbusch.

## Vývoj počtu obyvatel
V roce 1963 překročil počet obyvatel města hranici 100 000, čímž se řadí k velkoměstům. K 1. lednu 1975 stoupl počet obyvatel díky připojení několika obcí s 30.000 obyvateli a dosáhl počtu 148.000. Na konci prosince 2005 žilo v Neussu podle aktualizace zemského úřadu pro zpracování dat a statistiku Severního Porýní-Vestfálska 152.633 trvale bydlících a trend počtu obyvatel má stále stoupající tendenci. Podíl cizinců je přibližně 13,1 %.
Následující přehled ukazuje počet obyvatel po oblastech. Do roku 1833 se jedná o odhad, dále jsou zahrnuty výsledky sčítání lidu nebo úřední aktualizace příslušného statistického úřadu, popřípadě městské správy. Data od roku 1843 se vztahují na „místně přítomné obyvatelstvo", od 1925 na stálé obyvatelstvo a od 1987 na „obyvatelstvo v místě hlavního pobytu". Před rokem 1843 byl počet obyvatel určován různými postupy.
| Rok              | Počet obyvatel |
| ---------------- | -------------- |
| 1771             | 3.555          |
| 1798             | 4.423          |
| 1810             | 6.400          |
| 1831             | 7.888          |
| 1. prosinec 1840 | 9.057          |
| 3. prosinec 1855 | 9.690          |
| 3. prosinec 1861 | 10.300         |
| 3. prosinec 1864 | 10.700         |
| 3. prosinec 1867 | 12.600         |
| 1. prosinec 1871 | 13.996         |
| 1. prosinec 1875 | 15.564         |
| 1. prosinec 1880 | 17.500         |
| 1. prosinec 1885 | 20.074         |
| 1. prosinec 1890 | 22.635         |

| Rok               | Počet obyvatel |
| ----------------- | -------------- |
| 2. prosinec 1895  | 25.026         |
| 1. prosinec 1900  | 28.472         |
| 1. prosinec 1905  | 30.440         |
| 1. prosinec 1910  | 37.224         |
| 1. prosinec 1916  | 35.463         |
| 5. prosinec 1917  | 35.483         |
| 8. říjen 1919     | 39.819         |
| 16. červen 1925   | 44.958         |
| 16. červen 1933   | 55.771         |
| 17. květen 1939   | 59.654         |
| 31. prosinec 1945 | 51.624         |
| 29. říjen 1946    | 54.961         |
| 13. září 1950     | 63.478         |
| 25. září 1956     | 79.903         |

| Rok               | Počet obyvatel |
| ----------------- | -------------- |
| 6. červen 1961    | 92.916         |
| 31. prosinec 1965 | 111.104        |
| 27. květen 1970   | 114.613        |
| 31. prosinec 1975 | 148.198        |
| 31. prosinec 1980 | 149.334        |
| 31. prosinec 1985 | 143.512        |
| 25. květen 1987   | 142.178        |
| 31. prosinec 1990 | 147.019        |
| 31. prosinec 1995 | 148.796        |
| 31. prosinec 2000 | 150.013        |
| 31. prosinec 2004 | 152.777        |
| 31. prosinec 2005 | 152.633        |
| 31. prosinec 2006 | 152.625        |
| 31. prosinec 2009 | 153.664        |

## Náboženství
Neuss patřil na počátku k arcibiskupství Kolín nad Rýnem a byl nejdříve podřízen církevní jurisdikci proboštství, později jako archidiakonát děkanství. Příslušnost města ke kolínskému kurfiřtství byla příčinou, že tu v podstatě neproběhla reformace. Přesto vznikla v letech 1560–1570 tajná reformační společenství, která náležela k největším sborům pod kolínskou správou. Obrat nastal po roce 1586, ale ještě do roku 1620 existovaly jednotlivé "reformační" rodiny. Za vlády kurfiřta Ernsta byly tyto rodiny nuceny se vystěhovat. Teprve v 19. století opět roste počet protestantů.

Katolické obce patřily do roku 1802 ještě k arcibiskupství Kolín. Po jeho zrušení přešly pod správu biskupství v Cáchách, které však bylo též v letech 1821–25 zrušeno. Proto v roce 1828 náležely opět arcibiskupství Kolín. Neuss byl sídlem děkanství, které bylo později rozděleno na děkanství Sever a Jih, která vytvořila městské děkanství Neuss. K 1. lednu 2005 pak bylo toto sloučeno se stávajícím okresním děkanstvím Neuss a obě děkanství od té doby tvoří okresní děkanství rýnského okresu Neuss.

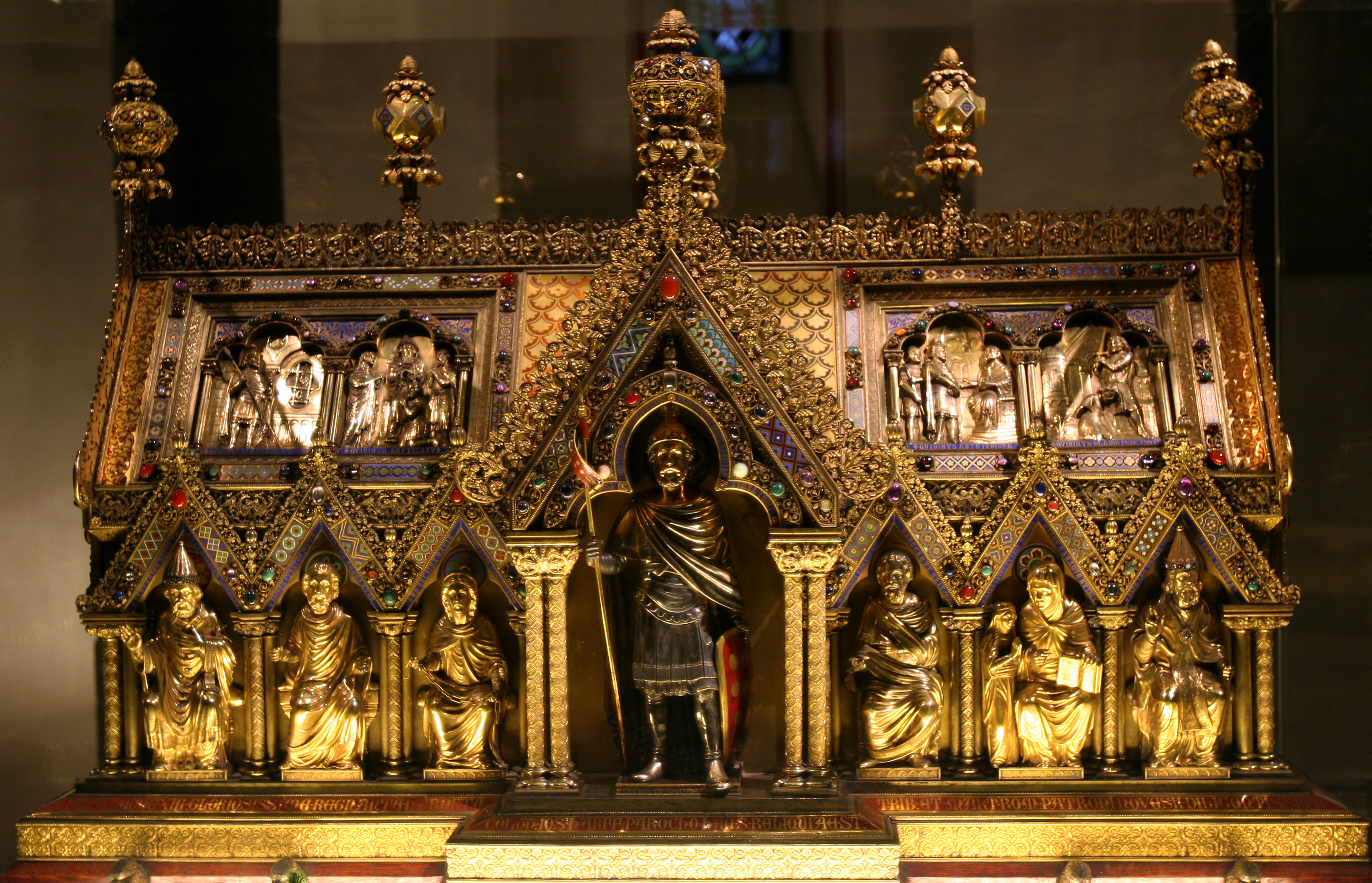
relikviár sv. Quirina

V roce 1805 vzniklo reformační společenství, které se spojilo v roce 1817 s luteránskou obcí, tento spojený náboženský sbor patřil k evangelické církvi v Prusku, resp. k rýnské provinciální církvi. K současné evangelické církvi v Porýní patří krom evangelického sboru města Neuss také sbor v Gladbach-Neussu.

Vedle evangelické a katolické obce jsou tu baptisté a společenství Immanuel, které patří k svazu letničních církví (Bund Freikirchlicher Pfingstgemeinden, BFP). Další církve zastupuje Novoapoštolská a Svědkové Jehovovi. Je tu i několik mešit a muslimských spolků, např. u hlavního nádraží, v Innenstadtu a též ve vnějších okrscích, jako je Weckhoven, Derikum, Erfttal, Furth atd. 

### Městští svatí
Patronem města je svatý Quirinus z Neuss, jehož ostatky byly převezeny do města kolem roku 1050, na jeho počest byl vystavěn klášter Neusser Quirinusmünster, jenž byl papežem Benediktem XVI. povýšen v roce 2009 na papežskou baziliku. Tím se stal Neuss jako středověké poutním místo cílem putování z celé Evropy. Další svatou je Hildegunde von Neuss.

## Politika
V čele města stál nejdříve rychtář a konšelé jako arcibiskupští úředníci. V 13. století jich bylo 12–14. Za doby Konrada von Hochstaden byla zřízena také rada, jejíž členové se označovali jako "officiati". Později to byli radní senioři a subsenioři. Členství v radě bylo doživotní. Počet konšelů a členů rady byl v 18. století zredukován na šest. Od roku 1771 bylo vždy pět konšelů a pět radních. Za dob francouzské okupace řídil město starosta. Tento měl k sobě dva přidělence a obecní radu s 30 členy. Od roku 1845 bylo 18 členů rady. V pruské době (od 1816) vedl město starosta, přidělenci a městská rada. Od roku 1856 bylo zavedeno rýnské městské právo. Po vyčlenění z okresu získal starosta Neussu titul primátor.

Během vlády nacionálního socialismu byl dosazován primátor z řad členů NSDAP. Po druhé světové válce dosadila nového primátora vojenská vláda britského okupačního pásma a v roce 1946 byla komunální správa vedena dle britského vzoru. Následně byla v lidovém hlasování zvolena rada města, jejíž členové se označovali jako městští zastupitelé. Rada volila zpočátku ze svého středu primátora jako předsedu rady a reprezentanta města, byla to neplacená (čestná) funkce. Mimo to volila rada od roku 1946 v placené funkci vrchního městského ředitele jako vedoucího městské správy. Od roku 1975 měl předseda rady opět titul starosta a přednosta správy měl titul městský ředitel. Toto bylo změněno roku 1998 a je pouze jediná placená funkce starosty, který je předsedou rady, vedoucím městské správy a reprezentantem města. Od roku 1999 je starosta volen přímo.
Přehled starostů a primátorů
| - 1801–1805: Franz Joseph Jordans - 1806–1814: Franz Carroux - 1814–1822: Heinrich Momm - 1823–1828: Anton Josef Reuter - 1828–1843: Carl Conrad Loerick - 1843–1849: Adam Breuer - 1849–1851: Heinrich Thywissen - 1851–1858: Michael Frings - 1858–1882: Johann Joseph Ridder - 1882–1889: Carl Wenders - 1890–1902: Engelbert Tilmann - 1902–1921: Franz Gielen | - 1921–1930: Heinrich Hüpper - 1930–1934: Wilhelm Henrichs - 1934–1938: Wilhelm Eberhard Gelberg - 1938–1945: Wilhelm Tödtmann - 1945–1946: Josef Nagel - 1946: Josef Schmitz - 1946–1961: Alfons Frings - 1961–1967: Peter Wilhelm Kallen - 1967–1982: Herbert Karrenberg - 1982–1987: Hermann Wilhelm Thywissen - 1987–1998: Bertold Mathias Reinartz - Seit 1998: Herbert Napp |

### Rozdělení křesel v městské radě
Následující seznam uvádí rozdělení křesel v městské radě podle stranické příslušnosti:
Strana množství sedadel
- CDU 27
- SPD 16
- Zelení 7
- SDS 7
- Linke 2
- DZP 1
- ostatní 2

## Městský znak

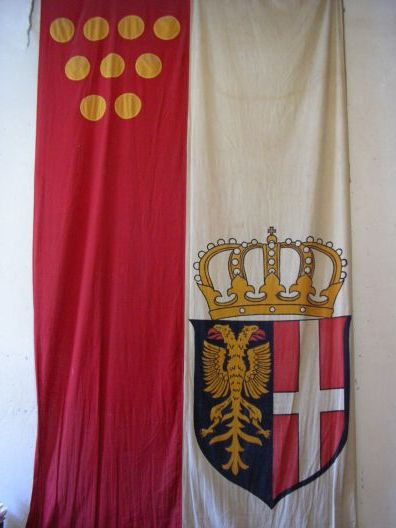
městská vlajka

Dějiny znaku: Město patří k nejstarším rýnským městům, které získaly vlastní znak a pečeť. Znak sám je jedním z historicky významných německých znaků a symbolů po celá staletí dějin. Ukazuje na rozpolceném štítu vpředu na černém poli červeného dvouhlavého orla ve zbroji s vyplazeným zlatým jazykem, vzadu do červeného pole vetknutý stříbrný kříž. Na štítu je zlatá císařská koruna. Jako štítonoši jsou zobrazeni dva lvi. Městská vlajka je červenobílá, napravo se nachází znak, nalevo 9 zlatých kuliček (takzvaný Quirinovský erb).
Na nejstarším štítu se znakem, doloženým již roku 1217, stál bílý kříž na červené půdě. Kříž je doložen již na staré městské pečeti z 12. století. Pravděpodobně se jedná o znamení účastníka křížové výpravy.
Poté, co se město úspěšně ubránilo obléhání vojsky Karla Smělého roku 1475, bylo odměněno císařem Friedrichem III. hojnými privilegiemi. Mezi jinými též právo používat k pečetění červený vosk. Městu byl také propůjčen nový znak, což ho stavělo do popředí před většinu ostatních německých měst. Nebylo sice jako Kolín povýšeno na říšské město, smělo ale do budoucna používat četné symboly, např. dvojhlavého orla na černém štítu, na kterém spočívala císařská koruna (tehdy měly toto právo zapůjčeny jen Neuss a Amsterodam). Orel symbolizoval říši, což vyjadřovalo způsob získání zapůjčením od císaře.
Po roku 1550 byl starý a nový znak spojen do jednoho štítu. Od té doby zní heraldický popis městského znaku takto: rozpolcený štít s černým a zlatým polem, vpředu (nebo vlevo) dvojhlavý orel, vzadu (nebo napravo) vetknutý stříbrný kříž. Štít je zakrytý zlatou císařskou korunou. Jako štítonoši jsou dva zlatí lvi. Lvi jako štítonoši jsou doplňkem, který nepatří samotnému znaku, objevili se poprvé roku 1638.

## Hospodářství a infrastruktura

### Hospodářství

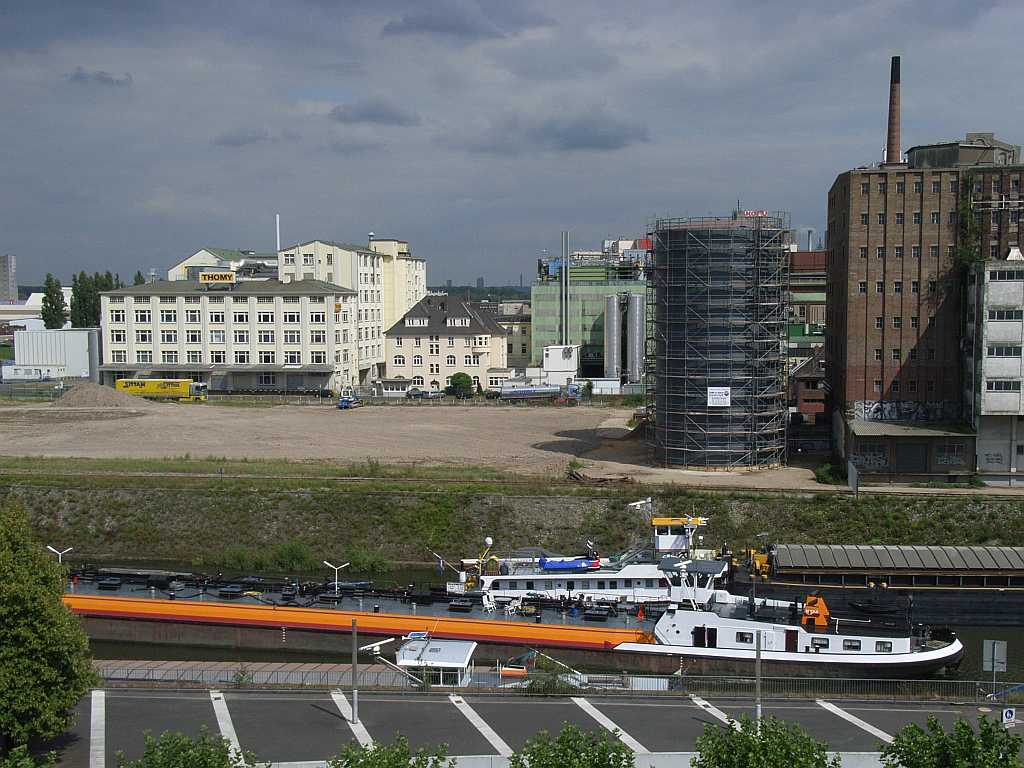
přístav Neuss

Ekonomika je ovlivňována průmyslovou výrobou spojenou s přístavem, zpracovatelskými živnostmi a živnostmi poskytujícími služby. V přístavu vyniká lisovna olejů, přeprava substrátů a kontejnerová přeprava. Dříve významná výroba zemědělských strojů již dnes zanikla. Od roku 2003 jsou přístavy Neuss a Düsseldorf spojeny do jediné společnosti se sídlem a administrativní správou v Neussu. Důležitou roli tu hraje i železniční společnost Neusser Eisenbahngesellschat. Kromě přístavu je větší průmyslová oblast v blízkém Hammfeldu a na jihu města.

Velkou roli v průmyslu města hraje zpracování želena, hliníku a papíru. Také je zde zastoupen potravinářský průmysl. V posledních desetiletích nabývají na významu technologické obory, logistika a obchod. Pro město jako výhodné ekonomické centrum hovoří dobré napojení na leteckou dopravu přes letiště Düsseldorf, jakož i letiště Mönchengladbach, které není sice zahrnuto v pravidelné linkové dopravě, ale je využíváno pro soukromé lety. V roce 2005 činila průměrná kupní síla obyvatelů Neussu 116 % spolkového průměru. Míra nezaměstnanosti byla v prosinci 2006 7,9%.

### Doprava
Přes správní území města vede severo-jižním směru silnice A 57 (Köln Nimwegen), která se na západě a jihu kříží se silnicí A 46 (AK Neuss-West:Mönchengladbach/Heinsberg AK Neuss-Süd:Hagen). Na severu tvoří hranici města silnice A 52 Monchengladbach-Düsseldorf od křižovatky u Kaarstu po nájezd na Meerbusch. 

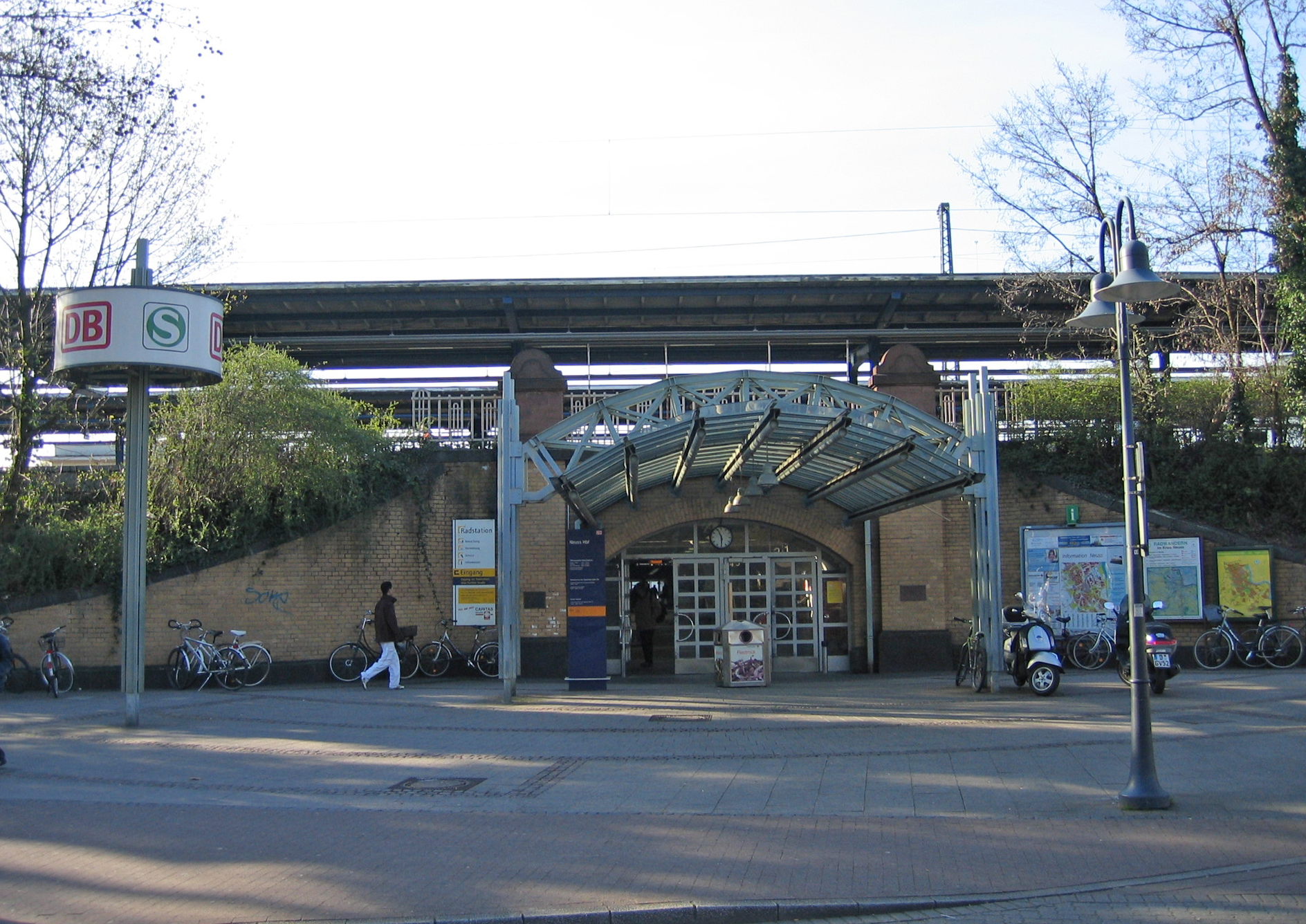
hlavní nádraží Neuss

Hlavní nádraží leží na železniční trati Mönchengladbach–Düsseldorf a na trati dolnorýnské dráhy Nimwegen–Krefeld–Neuss–Köln. Mimo to tu začíná Erftbahn (Neuss–Grevenbroich–Horrem) a regionální trať Neuss–Kaarst. Dřívější význam města jako železničního uzlu se začíná obnovovat rolí v dálkové osobní dopravě, kdy je navíc vypravován jednou týdně vlak ICE do Berlína, dále přeměnou části dříve uzavřeného seřaďovacího nádraží na nákladní nádraží a v neposlední řadě přípojkou od dnes největšího nákladního nádraží Eisenbahnkomplexes Düsseldorf k přístavu (Neusser Eisenbahn).

Veřejnou místní osobní dopravu (ÖPNV, Öffentlichen Personennahverkehr) zajišťují četné autobusové linky společnosti Stadtwerke Neuss stejně jako Stadtbahn U75 a dále občasná tramvajová linka 704 a 709 rýnské dráhy. Plány, dle kterých linka 709 bude od hlavního nádraží přeložena ve prospěch čistě pěší zóny, byly při referendech v letech 1997 a 2007 zamítnuty. 
Neuss je připojen na linky rychlodráhy (S-Bahn-Linien) S8 (Mönchengladbach–Hagen), S11 (Düsseldorf–Bergisch Gladbach), S28 (Kaarst–Mettmann). Všichni linky využívají jednotných cen v rámci dopravního spojení Verkehrsverbundes Rhein-Ruhr (VRR). Výjimku tvoří linka S11, která od nádraží Dormagen- Bayerwerk dosahuje hranici Verkehrsbund Rhein-Sieg (VRS). Mimo to vede přes Neuss ještě několik linek regionální dopravy německých drah (DB).

Přístav na Rýnu s překládkou zboží asi 5 miliony tun za rok je nejjižnějším přístavem na Rýnu, který mohou využívat jak vnitrozemské lodi, tak i pobřežní motorové lodi.
V Neussu začíná též stezka pro cyklisty Fietsallee kolem Nordkanalu.

## Lékařská péče
V Neussu sídlí následující kliniky a nemocnice:
- městská klinika s nemocnicí sv. Lukáše a klinikou Rheintor
- klinika sv. Augustina s nemocnicí Johanna Etienne a oborovými nemocnicemi pro psychiatrii a psychoterapii sv. Alexia a sv. Josefa.

## Média
Deníkem je Neuß-Grevenbroicher Zeitung (NGZ), který patří od března 2009 k mediální skupině Rheinische Post. Každodenní lokální přílohou Westdeutschen Zeitung je Neusser Lokalteil. Místní rozhlasovou stanicí je rádio „NE-WS 89.4", které svůj program vysílá v rámci lokálních rádií NRW na frekvencích 89,4 MHz a 102,1 MHz. V místních částech (a v Korschenbroichu, Jüchenu a Meerbuschi) vychází Rheinische Post s každodenními vlastními lokálními stránkami. V letech 1870 až 1940 vycházel Neußer Zeitung.

## Vzdělávání

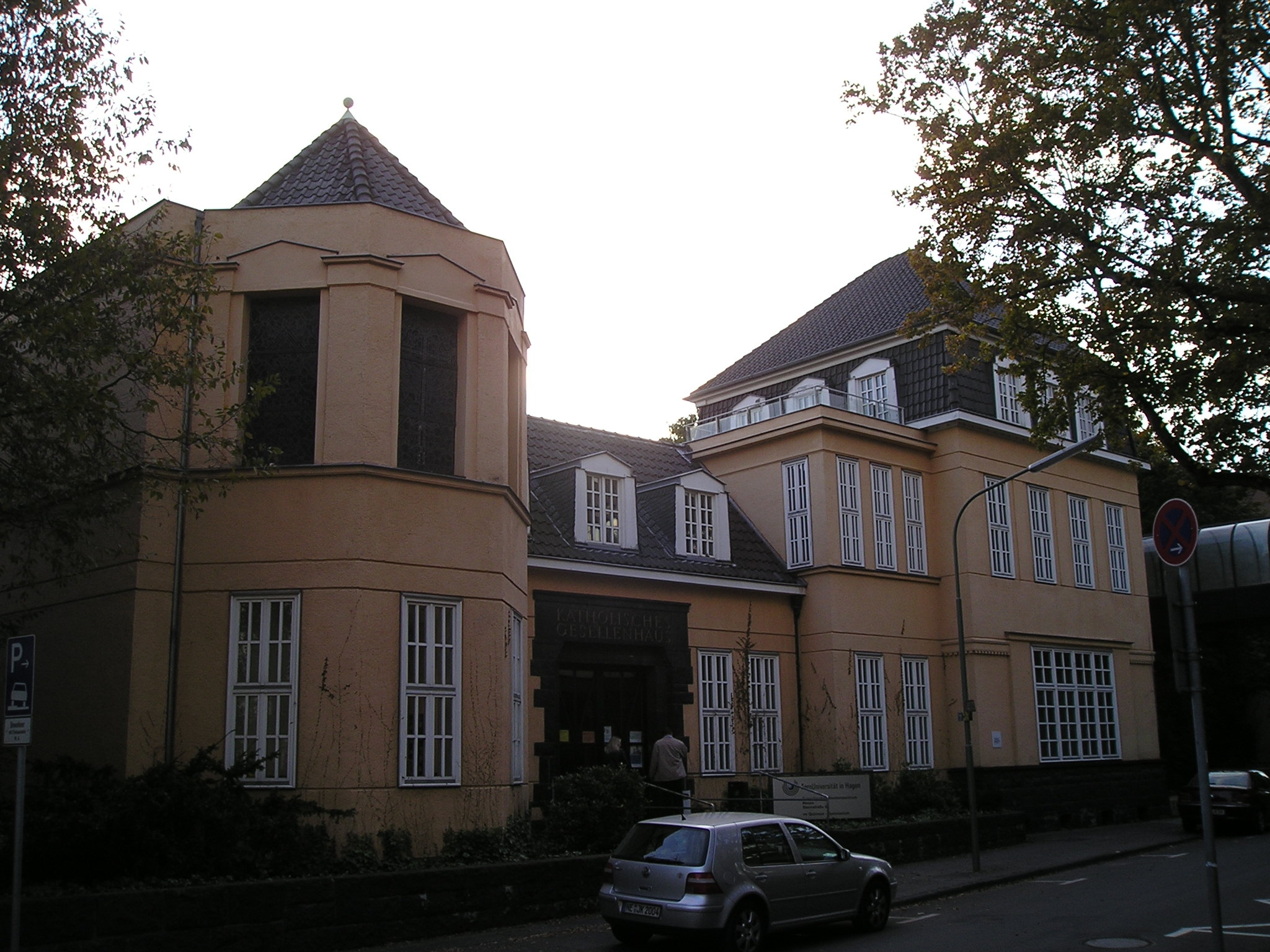
univerzita pro dálkové studium

V prostorách Quirinusova gymnázia je studijní centrum univerzity pro dálkové studium Hagen, které se bude v roce 2011 stěhovat do nově zřízené budovy Romaneum u autobusového nádraží. V Hammfelddammu je FOM (odborná vysoká škola pro ekonomii a management), vysoká odborná škola ekonomiky, správy a informatiky sídlí na Weingartstrasse v městské části Innenstadt. V centru proti radnici u tržiště se nacházejí rovněž prostory Hochschule Neuss. 
Město má široké spektrum všeobecně vzdělávacích a odborných škol, mezi nimi je 29 základních škol, pět škol II. stupně (základní školy), pět reálných škol, šest gymnázií, dvě všeobecné školy a dvě zvláštní školy. U okruhu Konrada Adenauera se nachází Internationale Schule am Rhein. Vedle arcibiskupského dívčího gymnázia a vyšší obchodní školy Marienberg je v Neussu jedna ze dvou dívčích reálných škol v Severním Porýní-Vestfálsku, které nepatří k privátním školám, a to reálka Mildred Scheel. Nabídku doplňuje arcibiskupská kolej Friedrich Spee, profesní kolej pro techniku a informatiku, kolej dalšího vzdělávání (Theodor-Schwann-Kolleg) s večerní reálnou školou a večerním gymnáziem v prostorách gymnázia Alexandra von Humboldt a lidová univerzita v městské části Norden. Dále je tu privátní doplňková škola zřízená dle zemského práva. 

Katolické pracovní společenství za další vzdělávání udržuje v Neussu dva rodinné vzdělávací ústavy, dům Edith Stein a dům Willi GrafI.

## Kultura a pamětihodnosti

### Divadla
- rýnské zemské divadlo
- divadlo Globe, kopie londýnského originálu, ve kterém se každoročně koná Shakespearovský festival
- sklepní divadlo, nejstarší nezávislé divadlo v Neussu
- divadlo u jatek

### Muzea

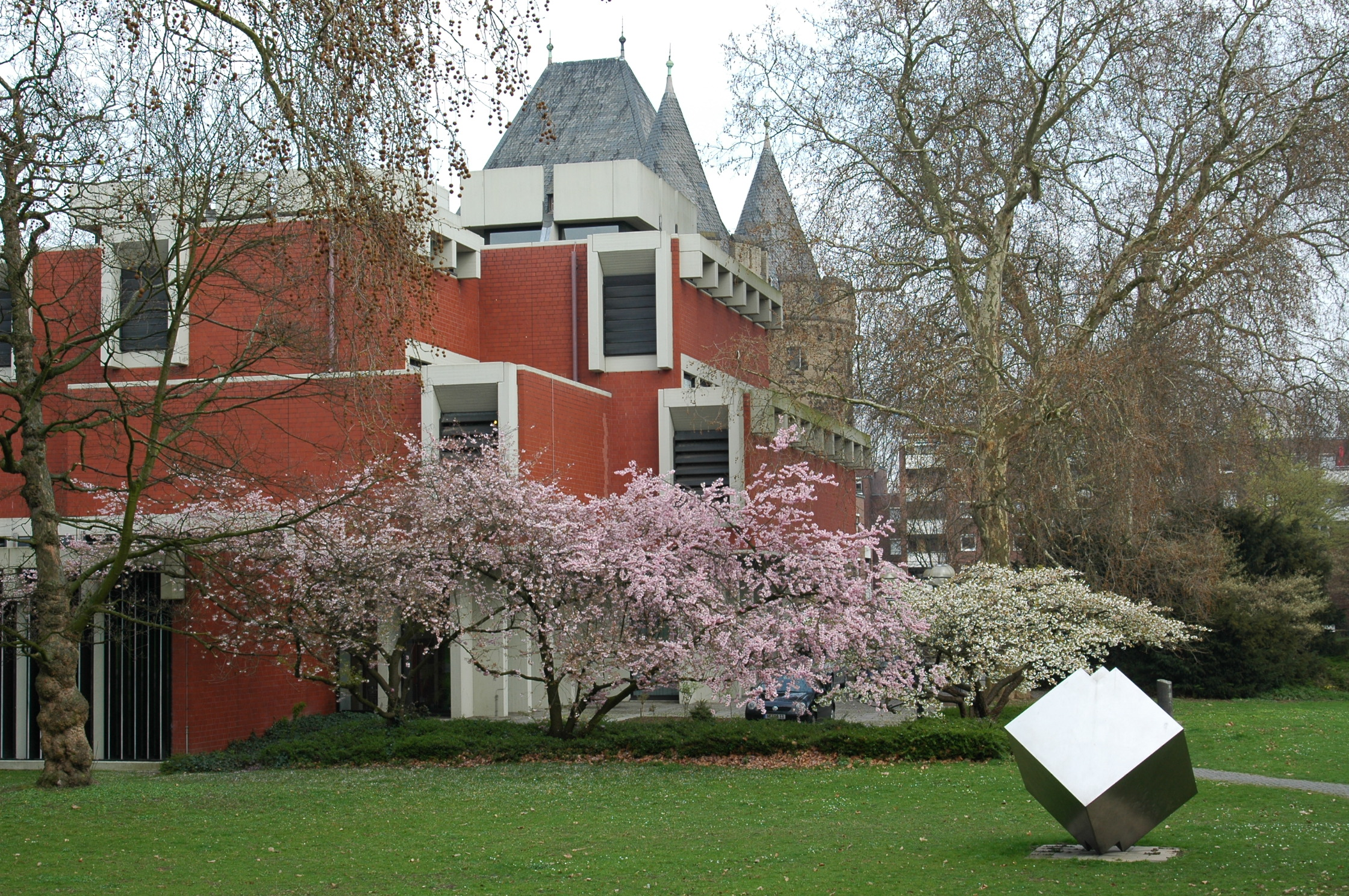
muzeum Clemense Selse

- Clemense Selse (umělecké a historické sbírky)
- zařízení na ostrově Hombroich s muzeem ostrova Hombroich (současné umění) a Langenovy nadace (současné umění)
- dům Rottels (s muzeem Rheinischen Schützenmuseum Neuss a oddělením městské historie muzea Clemense Selse)
- "Historischer Rundgang" přes areál římského vojenského tábora v Gnadentalu s kultovním místem pohanského kultu bohyně Kybele
- botanická zahrada (idylický extravilán s dvěma výstavními skleníky)
- muzeum umění v městské části Selikum

### Stavby
- Kostel svatého Quirina (zvaný St. Quirinus Münster), je významná stavba přechodného románsko-gotického slohu s kupolí na východní věži, postavená  v letech 1209–1230, zasvěcená patronovi města; uvnitř cenné gotické sochyː morový krucifix, madona a pieta. Fresky vytvořil Franz von Itten, historické varhany z dílny Ernsta Seiferta z roku 1907. Roku 2009 papež Benedikt XVI. kostel povýšil na baziliku minor. kostel (münster) sv. Quirina

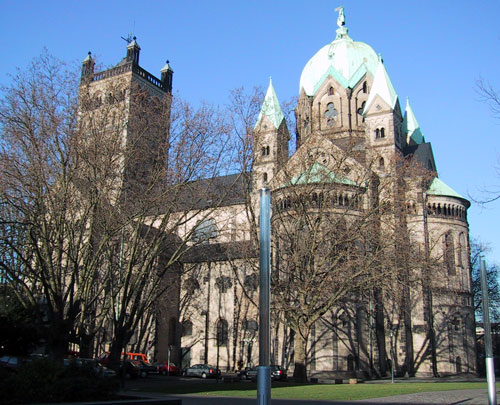
kostel (münster) sv. Quirina

- kostel Panny Marie, novogotický chrám s pozoruhodnými okny od Emila Wachtera
- "Obertor", Horní věž jižní městské brány, z roku 1200, nyní součást muzea Clemense Selse, poslední z původních šesti bran středověkého městského opevnění, patří k ní kaple (přestavěná do současné podoby v roce 1712), kde byl slavnostně složen dne 21. dubna 1475 mírový slib
- "Blutturm", tzv. Krvavá věž, z 13. století, válcová věž historických městských hradeb
- rekonstrukce antické římské strážní věže, u Reckbergu v Grimlinghausenu
- kultovní místo bohyně Kybelé, v části Gnadental, archeologická lokalita v pavilonu "Fossa sanguinis", neznámého významu, je možné že sloužilo krvavým obětem při uctívání kultu Kybele)
- Severní kanál (Nordkanal) z napoleonských dob

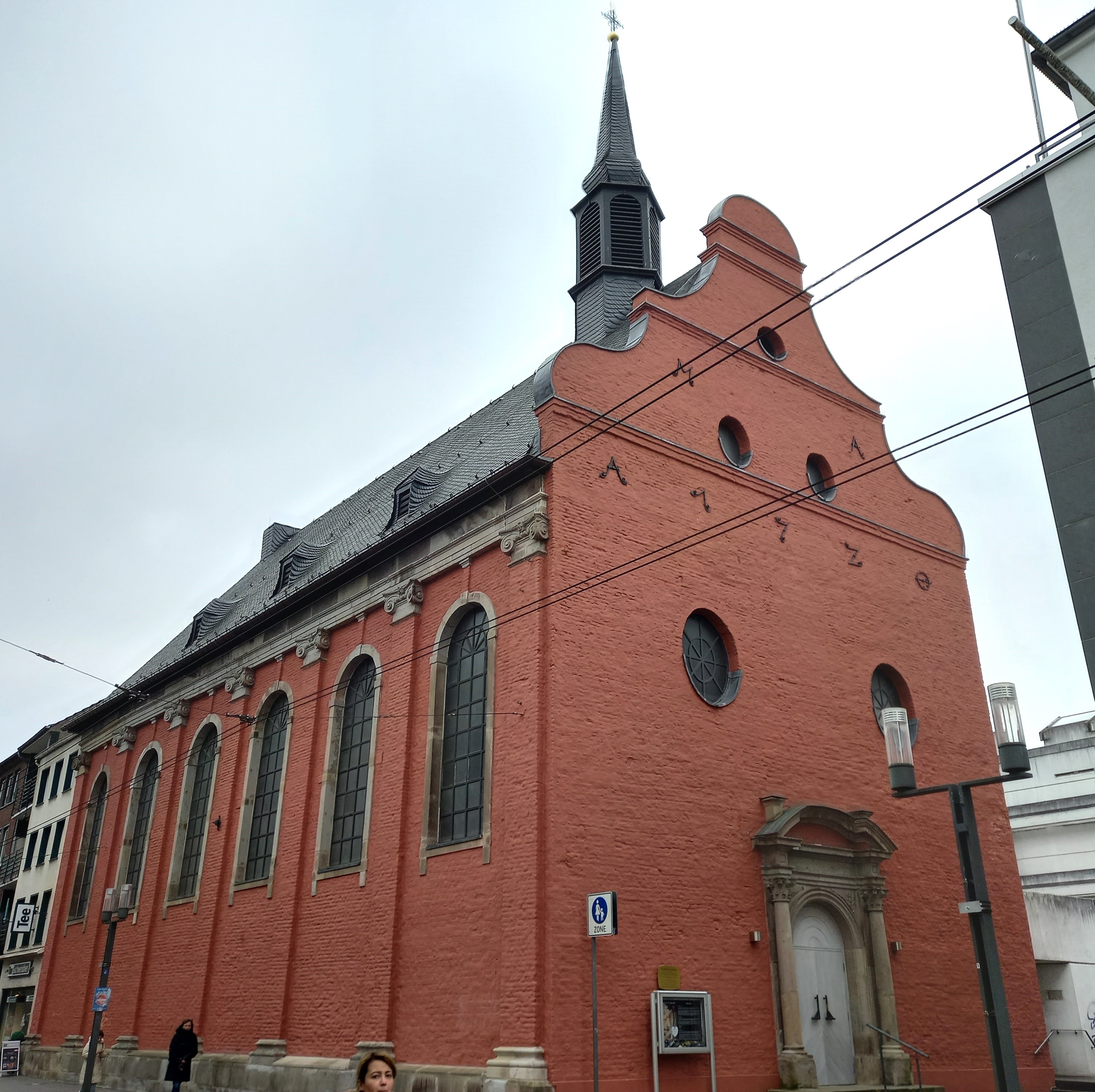
kostel sv. Sebastiana

- "Schwatee Päd" z roku 1604, nejstarší hostinec na dolním Rýnu
- Fojtský dům u Tří králů („Haus zu den Hl. Drei Königen") z roku 1597
- "Alte Kaffeehaus", nejstarší zachovaný měšťanský dům z roku 1571 na Michaelstraße
- Mariánská kaple v koleji Marianum, autor Heinz Mack (z roku 1988)
- Kostel sv. Šebestiána v historickém centru (Innenstadt), barokní z let 1710-1713
- Chrám Ježíše Krista, chrám z období pozdního historismu, nejstarší evangelický chrám v Neussu

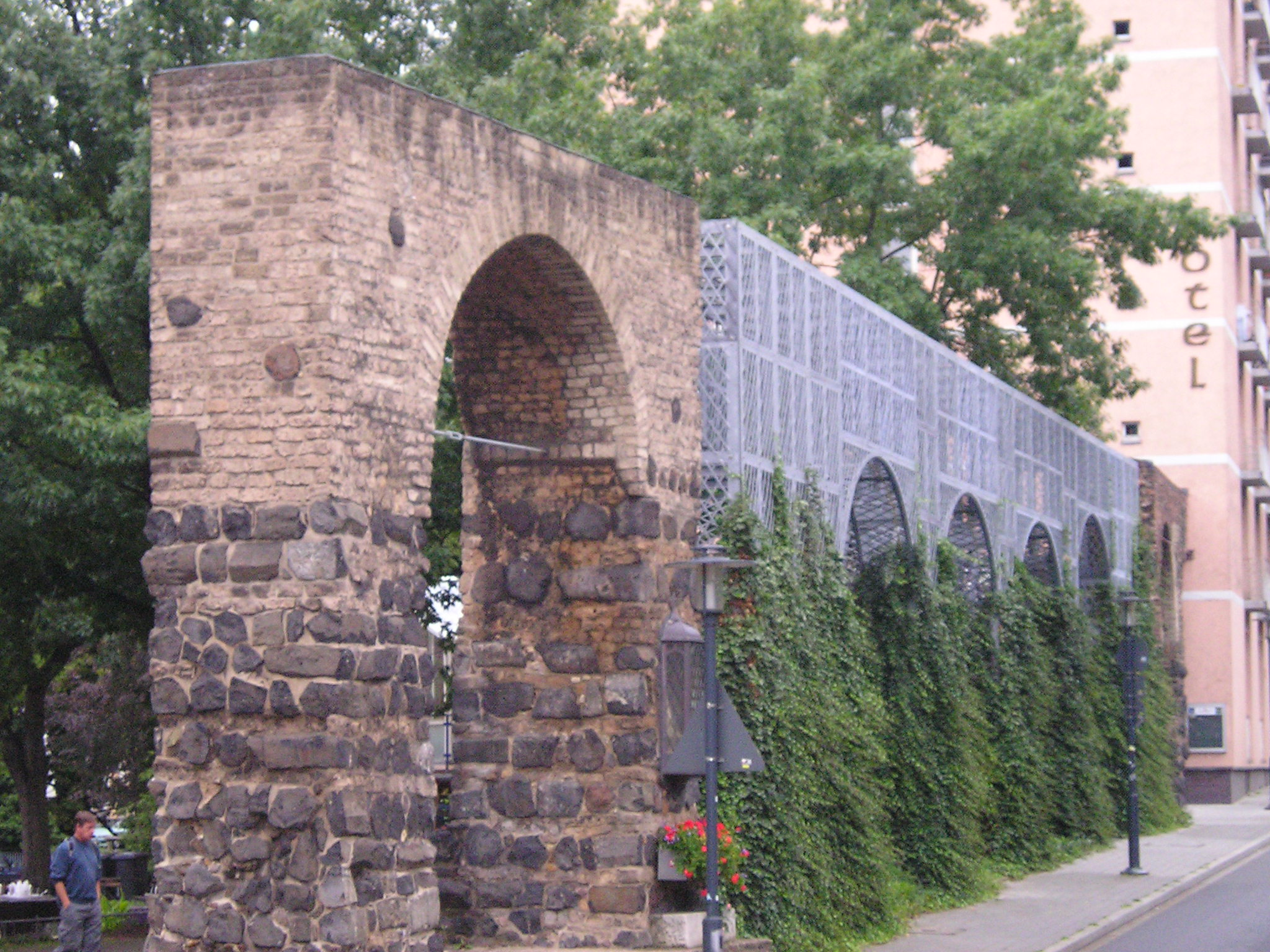
Hamtor

- 40 bunkrů, některé protiletecké zbudované v období nacismu, další protiatomové z období Studené války[12]

### Pravidelné akce
- střelecká slavnost Neusser Bürger, koná se poslední víkend v srpnu, průvodů se účastní asi 6 000 střelců
- Hansefest, poslední víkend v září, řemeslné trhy a otevřený prodej v neděli, v místní části Innenstadt
- od roku 1982 Internationale Neusser Sommernachtslauf, běh městem, při kterém startují vedle amatérů také závodníci z mezinárodní špičky
- karneval
- Equitana Open Air, koná se v květnu, sportovní veletrh koní pod volným nebem, koně pro cvalové dostihy

### Různé
- Barfußpfad
- Neusser Alexianer, pořádá katolické řeholní společenství
- Neusser Augustinerinnen, dtto
- Jüdische Kulturtage im Rheinland, účast města na projektu v březnu 2007

Zajímavosti
Často se ve městě odehrával děj německého televizního seriálu Kobra 11. Služební vozy hlavních hrdinů byly ve městě zaregistrovány. Šlo hlavně o BMW seriálového Semira Gerkhana s rz. NE-DR 8231 a Mercedes-Benz Toma Kranicha s rz. NE-LK 3470.

## Sport
- sportovní přístav v Grimlinghausenu (spolek jachtařů a kanoistů)
- cvalová závodní dráha v Innenstadtu, první závod na ní se konal 30. srpna 1875
- lyžařská hala v Grefrathu (v plánu jako doplněk je hala pro lyžování na běžkách)
- tři plovárny
  - městské lázně v Innenstadtu, krytý bazén s vlnobitím
  - lázně Südpark v Reuschenberge, volnočasové lázně s vnějším bazénem a odsouvací střechou a k tomu sauny "WellNeuss"
  - lázně Nordpark ve Furthu, koupaliště s plaveckou halou
- v Südparku je k dispozici ještě víceúčelová bruslařská hala, tenisová hřiště, skateboardový park a řada dalších sportovních hřišť
- golfové hřiště v Hummelbachaue u Norfu
- skoro ve všech městských čtvrtích se nalézají sportovní zařízení, na kterých se lze pravidelně setkat s fotbalovými a dalšími sportovními kluby

### Kluby
- VfR Neuss, fotbalový klub se stadiónem na ulici Hammer Landstraße z roku 1919
- HTC Schwarz-Weiß Neuss, hokej a tenis
- Neusser Eishockey Verein e.V.
- KSK Konkordia Neuss, zápasnický klub
- SVG Neuss-Weissenbert 1910 e.V., zvláštní zaměření na práci s mládežnickým fotbalem a ženským fotbalovým týmem

## Kulinářská specialita
Světoznámé je kyselé zelí fy Leuchtenberg v Hammfeldu. Od toho je také "Nüsser Kappeswoosch", uzenina z vepřového masa s kyselým zelí, která je k dostání jako grilovací či masový salám a také ve formě masového sýru.

## Osobnosti

### Čestní občané

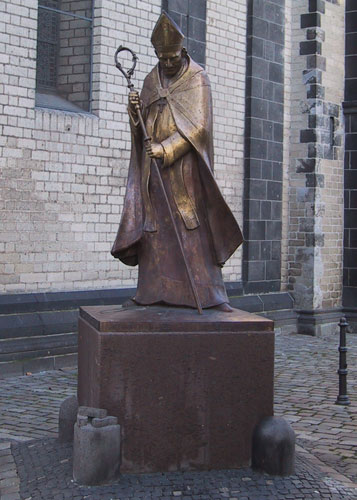
památník kardinála Fringse

Město zapůjčilo čestné občanství následujícím osobám:
- 1905 – Clemens Freiherr von Schorlemer-Lieser, zemský rada
- 1919 – Wilhelm Thywissen, obchodník
- 1967 – Joseph Frings, kolínský kardinál a arcibiskup
- 1995 – Herman Wilhelm Thywissen, primátor

### Rodáci
- abatyše Gepa (1050, přinesla ostatky sv. Quirina)
- Hildegunde von Neuss (Schönau) (1171–1188)
- Christianus Wierstraet († 1496), městský písař a notář
- Herman Hahn (1570–1628), malíř
- Theodor Riphan († 1616), světící biskup v Kolíně
- Leonard Schwann (1778–1867), nakladatel
- Johana Etienne (1805–1881), zakladatelka řádu
- Theodor Schwann (1810–1882), fyziolog, anatom, přírodovědec, je po něm pojmenováno rozhraní? (ověřit) u nervových buněk
- Franz Schwann (1815–1888), nakladatel
- Johann Gregor Breuer (1820–1897), pedagog, „otec katolických spolků"
- Karl Richstätter (1864–1949), jezuita, misionář
- Anton Erkelenz (1878–1945), předseda Deutschen Demokratischen Partei (DDP)
- Friedrich Jähne (1879–1965), inženýr a podnikatel
- Max Clarenbach (1880–1952), malíř a grafik
- Georg Kau (*1870), malíř (výzdoba kostelů)
- Gerhard Kallen (1884–1973), historik
- Joseph Frings (1887–1978), kolínský kardinál a arcibiskup, arcibiskup v letech 1942–69
- Adolf Flecken (1889–1966), politik (Zentrumspartai, později CDU), ministr vnitra financí Severního Porýní-Vestfálska
- Karl Gabriel Pfeill (1889–1942), spisovatel
- Joseph Urbach (1889–1973), malíř
- Max Braun (1892–1945), sociálně demokratický politik, předseda SPD v Sársku 1929–1935
- Karl Schorn (1893–1971), spisovatel
- Hans von Kothen (* 1894), politik (NSDAP)
- Wilhelm Pelzer (1895–1948), politici (NSDAP)
- Angelika Braun-Stratmann (1897–1972), žurnalistka
- Hans Peter Keller (1915–1989), spisovatel
- Albert Kreuels (1917–2009), autor a žurnalista
- Franz Joseph Bach (1917–2001), inženýr, diplomat a politik (CDU), osobní referent Konráda Adenauera
- Dieter Wellershoff (* 1925), spisovatel
- Ludwig Soumagne (1927–2003), spisovatel
- Joseph Ippers (1932–1989), spisovatel
- Theodor J. Reisdorf (* 1935), spisovatel
- Erik Martin (* 12. 1936), autor, vydavatel, tvůrce písní
- Albert Brülls (1937–2004), fotbalista, reprezentant
- Friedhelm Funkel (* 1953), fotbalista a fotbalový trenér
- Wolfgang Funkel (* 1958), fotbalista a fotbalový trenér
- Hans-Jörg Criens (* 1960), fotbalista
- Helmut de Raaf (* 1961), hokejový brankář
- Norbert Hummelt (* 1962), spisovatel
- Kai Böcking (* 1964), moderátor
- Frank Biela (* 1964), závodník
- Thomas Engert (* 1965), hráč kulečníku a poolu
- Inga Busch (* 1968), herečka
- Jörg Geerlings (* 1972), poslanec (CDU)
- Christian Schulte (* 1975), hokejový brankář
- Thomas Rupprath (* 1977), plavec
- Florian Kehrmann (* 1977), házenkář, německý reprezentant
- Lars Börgeling (* 1979), lehký atlet (skok o tyči)
- Judith Flemig (* 1979), volejbalistka, reprezentantka, volejbalistka roku 1999
- Steffen Gebhardt (* 1981), desetibojař
- Stefan Bromberger (* 1982), šachista

### Osoby s vztahem k městu
- Constantin Koenen (1854–1929), archeolog, vědec, objevil roku 1886 Novaesium a prováděl vykopávky od roku 1887 do 1900, publikoval nálezy roku 1904
- Herman-Josef Dusend (1926–2009), politik, zastupující starosta a zemský rada rýnského okresu Neuss za CDU
- Heinz Günther Hüsch (*1929 v Karkenu), politik CDU
- Anni Brandt-Elsweier (*1932), politička (SPD), členka německého spolkového sněmu od roku 1990 do 2002 a bývalá zastupující starostka
- Rita Süssmuth (*1937), politička CDU, prezidentka spolkového sněmu v letech 1988–1998
- Wolfgang Hohlbein (*1953), spisovatel
- Anette Schavan (*1955), politička (CDU), spolková ministryně vzdělávání a výzkumu, navštěvovala v Neussu školu a byla až do roku 1984 aktivní v komunální politice za CDU
- Herman Gröhe (*1961), politik (CDU), člen německého spolkového sněmu, dřívější předseda Jungen Union Deutschlands, od roku 2009 generální tajemník CDU

### Historické osoby hodné připomenutí, spojené s městem a okolím
- Tile Kolup, hoštapler, od roku 1284 po celý rok sídlil ve městě a vydával se za císaře Friedericha II., († 1285 ve Wetzlaru)
- Mathias Weber (nazývaný Fetzer), ve městě a okolí aktivní náčelník lupičů (*1778 Grefrath – †1803 Kolín)
- Hester Jonas, nazývaná Hester Meurer, (*1570 Monheim nad Rýnem – †1635) domnělá čarodějnice, setnuta v Neussu roku 1635 a upálena
- Katharina Halffmanns (1677 odsouzena jako čarodějnice)

## Partnerská města
- Bolu, Turecko, 2008
- Châlons-en-Champagne, Francie, 1972
- Nevşehir, Turecko, 2007
- Pskov, Rusko, 1990
- Rijeka, Chorvatsko, 1990
- Saint Paul, Minnesota, 1999